# Паскаль-Валлонг, Жозеф Секре
Жозеф Секре Паскаль-Валлонг (фр. Joseph Sécret Pascal-Vallongue; 14 апреля 1763, Сов — 17 июня 1806) — французский военный инженер, бригадный генерал (1805), погибший в 1806 году при осаде Гаэты в ходе французского вторжения в Неаполитанское королевство.

## Биография

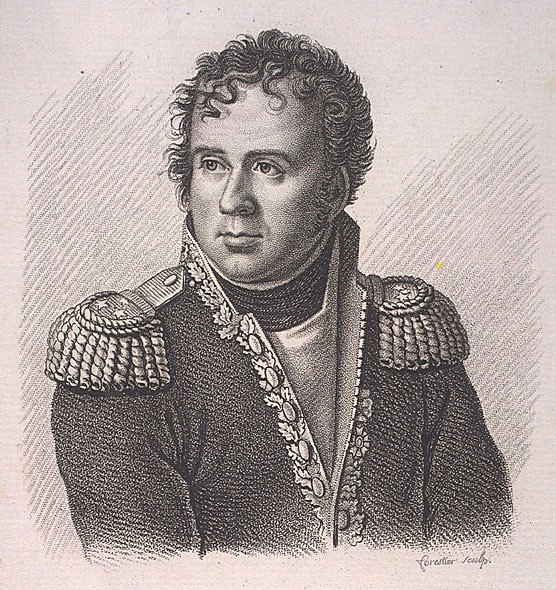
Генерал Жозеф Секре Паскаль-Валлонг.

Родился в 1763 году в провинциальной дворянской семье в современном департаменте Гар. Получив образование инженера, сперва занимался поддержанием в надлежащем состоянии мостов и дорог в Лангедоке, а затем, на фоне революционных событий, записался во французскую армию. В 1794 году служил в инженерных войска Северной армии под командованием крупного французского военного инженера, генерала Мареско, принимал участие в осаде ряда крепостей. 
Произведённый в конце 1794 года в шефы батальона, Паскаль-Валлонг руководил сносом укреплений Шарлеруа и Намюра, а затем участвовал в осаде Майнца, служил под началом генерала Пишегрю.
Затем был направлен на Ионические острова, находившиеся тогда под контролем Франции, где руководил модернизацией и строительством укреплений (в основном, на Корфу). В 1798 году с острова Корфу был вызван генералом Бонапартом в Египет, но, однако, не успел сойти на берег и в битве при Абукире попал в плен. 
Освобождённый из плена англичанами, он был доставлен капитаном торгового корабля не во Францию, а в Константинополь, где попал в плен к туркам. В Константинопольской тюрьме он нашёл еще около сотни французских военнопленных, и узнал, что ещё около 400 погибли в результате жестокого обращения. Для того, чтобы добиться освобождения, Паскаль-Валлонг обратился с прошением к супруге британского посла и достиг успеха. В октябре 1798 году он вернулся во Францию, где опубликовал доклад о жестоком обращении с французскими пленными и стал адъютантом генерала (а в дальнейшем — маршала) Бертье. 
Состоя в окружении последнего, Паскаль-Валлонг находился в Булонском лагере, где принимал участие в подготовке вторжения в Англию (которое, однако, не состоялось). В 1805 году он участвовал в боевых действиях в Австрии и после битвы при Аустерлице был произведён в бригадные генералы.
В следующем году Паскаль-Валлонг был включён в состав французской армии, которой было поручено занять Неаполь. Ожесточенное сопротивление оказала только крепость Гаэта, при осаде которой генерал погиб. 
Генерал Паскаль-Валлонг был хорошо образованным человеком, писал стихи, исторические сочинения, статьи для военных журналов. Его сохранившееся эпистолярное наследие также достаточно велико.
Имя генерала Паскаль-Валонга написано на одной из опор парижской Триумфальной арки в числе имён 660 отличившихся революционных и наполеоновских генералов. В Версальском дворце можно увидеть его бюст.